# Demografia de Jerusalém
| Ano  | Total   |
| ---- | ------- |
| 1525 | 4 700   |
| 1538 | 7 900   |
| 1553 | 12 384  |
| 1562 | 12 650  |
| 1800 | 8 750   |
| 1844 | 15 510  |
| 1876 | 25 030  |
| 1896 | 45 420  |
| 1922 | 62 578  |
| 1931 | 90 053  |
| 1944 | 157 000 |
| 1948 | 165 000 |
| 1967 | 263 307 |
| 1980 | 407 100 |
| 1985 | 457 700 |
| 1990 | 524 400 |
| 1995 | 617 000 |
| 2000 | 657 500 |
| 2005 | 706 400 |

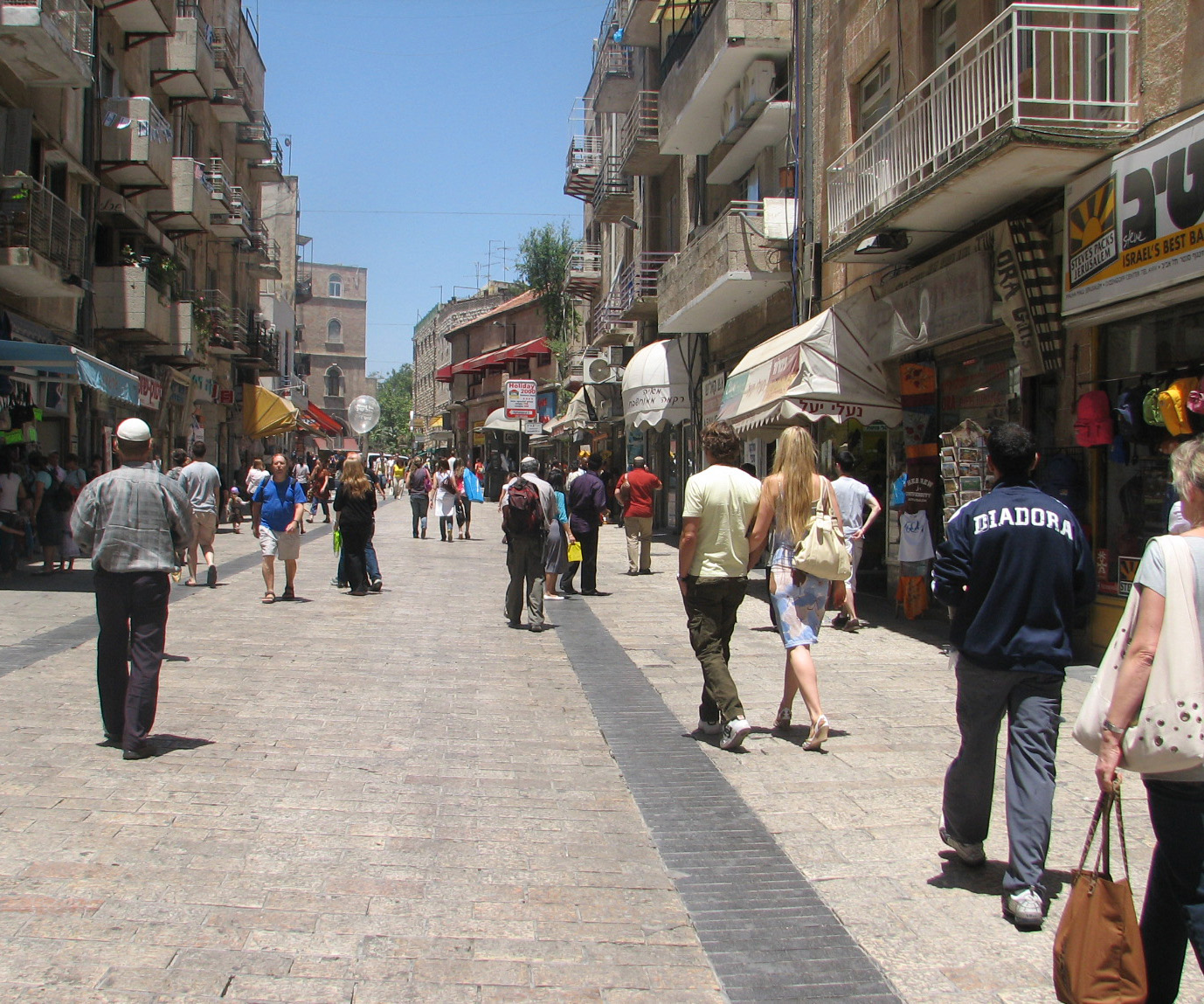

Em relação à demografia, em maio de 2007, Jerusalém tinha uma população de 732 100 - 64% eram judeus, 32% muçulmanos, e 2% cristãos. No final de 2005, a densidade populacional era de 5.750,4 habitantes por quilômetro quadrado. De acordo com um estudo publicado em 2000, a porcentagem de judeus na cidade tem decrescido; isso foi atribuído a uma maior taxa de natalidade dos palestinos, e a moradores judeus que deixaram a cidade. O estudo também constatou que cerca de nove por cento dos 32 488 habitantes da Cidade Velha eram judeus.
Em 2005, 2850 imigrantes se estabeleceam em Jerusalém, grande parte vindos do Estados Unidos, França, e da ex-União Soviética. Em termos da população local, o número de residentes que deixa a cidade é maior do que o número dos que chegam. Em 2005, 16 000 foram embora de Jerusalém e apenas 10 000 se mudaram para a cidade. No entanto, a população de Jerusalém continua a aumentar devido à elevada taxa de natalidade, especialmente na população árabe e nas comunidades judaicas Haredi. Consequentemente, a taxa total de fecundidade em Jerusalém (4.02) é superior da de Tel Aviv (1,98) e bem acima da média nacional de 2,90. O tamanho médio das 180 000 famílias de Jerusalém é de 3,8 pessoas.
Em 2005, a população total aumentou cerca de 13 000 (1,8%) - semelhante à média nacional israelense, mas a composição étnica e religiosa está mudando. Enquanto 31% da população judaica é constituída por crianças abaixo dos quinze anos, o índice para a população árabe é de 42%. Isto parece reforçar as observações de que a porcentagem de judeus em Jerusalém tem diminuído ao longo das últimas quatro décadas. Em 1967, os judeus representavam 74 por cento da população, enquanto que o índice em 2006 era nove por cento menor. Os possíveis fatores são o elevado custo da habitação, menos oportunidades de emprego e o crescente caráter religioso da cidade. Muitas pessoas estão indo para os subúrbios e cidades costeiras, em busca de habitação mais barata e um estilo de vida secular.
A demografia e a divisão da população árabe e judaica desempenham um papel importante na disputa em Jerusalém. Em 1998, o Departamento de Desenvolvimento de Jerusalém propôs expandir os limites da cidade para o oeste a fim de incluir mais áreas povoadas por judeus.

## Crítica ao planejamento urbano
Os críticos dos esforços para promover uma maioria judaica em Israel dizem que as políticas de planejamento do governo são motivados por estudos demográficos que procuram limitar a construção do povo árabe, promovendo, simultaneamente, a construção para o povo judeu.
De acordo com um relatório do Banco Mundial, o número de violações em construções registradas entre 1996 e 2000 foi quatro vezes e meia superior nos bairros judaicos, mas foram emitidas quatro vezes menos ordens de demolição em Jerusalém Ocidental do que em Jerusalém Oriental; palestinos em Jerusalém eram menos propensos a receber a permissão de construir que os judeus, e "as autoridades provavelmente agem mais contra os palestinos que constroem sem licença" do que contra os judeus que violam o processos de licenciamento.
Nos últimos anos, fundações judaicas privadas têm recebido permissão do governo para desenvolver projetos em terras disputadas, como no parque arqueológico Cidade de David, no bairro palestino de Silwan (ao lado da Cidade Velha), e o Museu da Tolerância no cemitério de Mamila (ao lado da Praça Tzion). O governo de Israel também está desapropriando terras palestinas para a construção do Muro da Cisjordânia. Os opositores vêem esse planejamento urbano como movimentos orquestrados para a judaização de Jerusalém.